# سالواتوره ترایپولی
سالواتوره ترایپولی (انگلیسی: Salvatore Tripoli; ۵ دسامبر ۱۹۰۴ – ۷ مارس ۱۹۹۰) بوکسور اهل ایالات متحده آمریکا بود.